# ヨベル書
『ヨベル書』（ヨベルしょ、ヘブライ語：ספר היובלים）は、ヘブライ聖書の書物のひとつで、『創世記』の時代の出来事が記されている。今日これを聖書正典として認めているのはエチオピア・ユダヤ教徒並びにエチオピア正教会のみであり、ほとんどのユダヤ教とキリスト教においては、偽典として扱われている。その他の偽典と同様、主流派には受け入れられなかったため、現在ではほとんどが散逸してしまっている。『小創世記』と呼ばれることがある。

## 起源
研究者によれば、『ヨベル書』は紀元前2世紀代にユダヤ人の手によって書かれたと推定されている。原本はヘブライ語で書かれていたのだが、現在のところ完全な形で残っているのはゲエズ語に翻訳された写本のみである。ゲエズ語の『ヨベル書』はエチオピア・ユダヤ教徒、並びにエチオピア正教会の正典『オリット』（旧約聖書のゲエズ語訳）の一文献として組み入れられている。また、ヘブライ語によるオリジナルの断片がクムランの死海文書群の中から多数発見されたことにより、同書がエッセネ派には受け入れられていたことが知られるようになった。

## 内容
『ヨベル書』の体裁は、シナイ山において大天使がモーセの前に現れ、『創世記』に記された天地創造から族長時代の末期までの経緯を懐述するという形がとられている。また、その間に起きたすべての出来事の具体的な時期にまで触れられており、それは天地創造の年を基準にしている。ただし、ユダヤ人社会で用いられているユダヤ暦とは異なっている。
- アダム以降の人類の歴史を七年ごとに分割して各時代を配列している。
- その七年の単位を同書ではシャブア（שבוע/ヘブライ語では「週」を表す単語）と呼んでいる。
- シャブアが七回繰り返される期間（四十九年）をヨベル（同書の表題はその複数形）と呼んでいる。

つまり、「第Xヨベルの第Xシャブアの第X年」と記録されているのである。

## ユダヤ教に与えた影響
『ヨベル書』では、『創世記』では語られなかった過去の出来事が大天使によって啓示され、さらには神学的な解釈が加えられている。よって死海文書の発見以降、エッセネ派の活動や思想に関しての様々な角度からの見解が提出されるようになった。その分野は広範囲に及んでおり、同書は聖書朗誦に関するエッセネ派の流儀についても教えてくれる。また、なぜアブラハムが祖父伝来の偶像を破壊して生まれ故郷を捨てたのかについて語られているのだが、この箇所は、それまでは『ベレシート・ラッバー』における注釈として知られていたのであった。

## その他
『ヨベル書』についての研究は長年なおざりにされてきた。旧約聖書外典の研究自体が禁じられていたこともあり、かけがえのない多くの資料が失われてしまっている。同書の研究が本格的になったのはやっと19世紀になってからのことである。